# El Colomer (Alins)
El Colomer, o Casal des Castellarnau, és una casa pairal, la més notable de la vila d'Alins, a la comarca del Pallars Sobirà.
Està situada en el sector oriental de la vila, en el nucli de la Força d'Alins, al carrer de la Unió.
Es tracta de la casa pairal dels Castellarnau, una de les famílies més antigues de la Vall Ferrera i de tot el Pallars. La casa té una torre quadrada, massissa, de factura medieval, que fins al 1670 serví de presó de la vall.